# Magoriapitse
Magoriapitse est une ville du Botswana.